# Moskursfjall
Moskursfjall är ett berg i Färöarna (Kungariket Danmark).   Det ligger i sýslan Streymoyar sýsla, i den norra delen av landet, 27 km nordväst om huvudstaden Tórshavn. Toppen på Moskursfjall är 619 meter över havet. Moskursfjall ligger på ön Streymoy.
Terrängen runt Moskursfjall är huvudsakligen kuperad. Runt Moskursfjall är det ganska tätbefolkat, med 58 invånare per kvadratkilometer. Närmaste större samhälle är Fuglafjørður, 17,9 km öster om Moskursfjall. Trakten runt Moskursfjall består i huvudsak av gräsmarker.